# برنامه‌نویس عملگرا
برنامه‌نویس عملگرا: از ماهر به استاد (به انگلیسی: The Pragmatic Programmer) کتابی دربارهٔ برنامه‌نویسی کامپیوتر و مهندسی نرم‌افزار است که توسط اندرو هانت و دیوید توماس نوشته شده و در اکتبر ۱۹۹۹ منتشر شد. از این کتاب به عنوان یک کتاب درسی در دوره‌های مرتبط دانشگاهی استفاده می‌شود. این اولین کتاب از سری کتاب‌هایی بود که تحت برچسب «قفسه کتاب عملگرا» به چاپ رسید. چاپ دوم، برنامه‌نویس عملگرا: سفر شما به تسلط در سال ۲۰۱۹ به مناسبت بیستمین سالگرد کتاب منتشر شد، با تجدید نظرهای عمده و مطالب جدید که تغییرات این صنعت را در بیست سال گذشته نشان می‌دهد.
این کتاب یک نظریه سیستماتیک ارائه نمی‌دهد، بلکه مجموعه‌ای از نکات برای بهبود روند توسعه نرم‌افزار به شیوه‌ای عملگرا است.
این کتاب از قیاس‌ها و داستان‌های کوتاه برای ارائه روش‌ها و نکات احتمالی استفاده می‌کند، به عنوان مثال نظریه پنجره‌های شکسته، داستان سوپ سنگی یا قورباغه جوشان. برخی از مفاهیم در این کتاب نام‌گذاری یا رواج یافت، مانند کاتای کد، تمرینات کوچک برای تمرین مهارت‌های برنامه‌نویسی، و اشکال زدایی اردک لاستیکی، روشی برای اشکال زدایی که نام آن مرجع داستانی در این کتاب است.
اندی هانت و دیوید توماس در مصاحبه‌ای بیستمین سالگرد انتشار کتاب را جشن گرفتند و در مورد تجربیات خود از نگارش کتاب، چگونگی تحول محتوا از اولین انتشار و آنچه در دو دهه گذشته بدون تغییر باقی مانده صحبت کردند.